# Boston Rovers
Los Boston Shamrock Rovers fueron un equipo de fútbol de los Estados Unidos que alguna vez jugaron en la United Soccer Association, una de las ligas desaparecidas del país.

## Historia
Fue fundado en el año 1867 en la ciudad de Lynn, Massachusetts y sus colores y uniforme se basaban en el uniforme del Shamrock Rovers de Irlanda, equipo que le distribuía jugadores para reforzar al club en la liga. En su única temporada en la United Soccer Association, el equipo quedó en último lugar de la División Este, con lo que no clasificó a los playoffs. 
Antes del inicio de la temporada de 1968 la United Soccer Association se fusionó con la National Professional Soccer League para dar origen a la North American Soccer League, y en la nueva liga no podía haber 2 equipos de la misma ciudad, esto porque en la National Professional Soccer League existía el Boston Beacons, y este último fue el que tomaron en cuenta para jugar en la nueva liga representando a Boston. Los planes originales fueron que la franquicia se mudara a Montreal o Cleveland, pero no se concretaron y al final el equipo desapareció antes del inicio de la temporada de 1968.

## Estadísticas

### Temporadas
| Temporada | Temporada Regular | Temporada Regular | Temporada Regular | Temporada Regular | Temporada Regular | Temporada Regular | Temporada Regular | Temporada Regular | Temporada Regular | Temporada Regular | Temporada Regular | Temporada Regular | Play-offs | Goleador      | Goleador | Goleador |
| Temporada | Liga              | División          | J                 | G                 | E                 | P                 | GF                | GC                | Pts               | %                 | #                 | Asistencia        | Play-offs | Nombre        | Goles    | Pts      |
| --------- | ----------------- | ----------------- | ----------------- | ----------------- | ----------------- | ----------------- | ----------------- | ----------------- | ----------------- | ----------------- | ----------------- | ----------------- | --------- | ------------- | -------- | -------- |
| 1967      | USA               | Este              | 12                | 2                 | 3                 | 7                 | 12                | 26                | 7                 | .292              | 6.º               | 4,171             | –         | Frank O'Neill | 3        | 10       |

### Récords
- Mayor victoria: 3-1 v Houston Stars, 2 de julio de 1967
- Peor derrota: 0-5 v Chicago Mustangs, 14 de junio de 1967
1-6 v Toronto City, 5 de julio de 1967